# Saxtorps församling
Saxtorps församling var en församling i Lunds stift och i Landskrona kommun. Församlingen uppgick 2006 i Saxtorp-Annelövs församling.

## Administrativ historik
Församlingen har medeltida ursprung. 
Församlingen var till 10 mars 1977 annexförsamling i pastoratet Västra Karaby och Saxtorp som från 1962 även omfattade Annelövs församling och Dagstorps församling. Från 10 mars 1977 till 2006 moderförsamling i pastoratet Saxtorp och Annelöv som till 1992 även omfattade Vastra Karaby församling och Dagstorps församling. Församlingen uppgick 2006 i Saxtorp-Annelövs församling.

## Kyrkor
- Saxtorps kyrka